# Graphocephala soluna
Graphocephala soluna är en insektsart som beskrevs av Young 1977. Graphocephala soluna ingår i släktet Graphocephala och familjen dvärgstritar. Inga underarter finns listade i Catalogue of Life.